# Coupe du monde de ski de fond 2017-2018
Navigation
Édition précédente Édition suivante
La 37e édition de la Coupe du monde de ski de fond se déroule du 24 novembre 2017 au 18 mars 2018.
Le classement général est remporté par le Norvégien Johannes Høsflot Klæbo, devant le Suisse Dario Cologna et le Norvégien Martin Johnsrud Sundby chez les messieurs, et la Norvégienne Heidi Weng devant l'Américaine Jessica Diggins et la Norvégienne Ingvild Flugstad Østberg chez les dames.

## Programme de la saison
| \| Ruka Lillehammer Davos Dobbiaco Lenzerheide Oberstdorf Val di Fiemme Dresde Planica Seefeld in Tirol Lahti Drammen Oslo Falun \| Sites des compétitions en Europe |
| Ruka Lillehammer Davos Dobbiaco Lenzerheide Oberstdorf Val di Fiemme Dresde Planica Seefeld in Tirol Lahti Drammen Oslo Falun                                        |

| Ruka Lillehammer Davos Dobbiaco Lenzerheide Oberstdorf Val di Fiemme Dresde Planica Seefeld in Tirol Lahti Drammen Oslo Falun |

| \| PyeongChang \| Sites des compétitions aux Jeux olympiques |
| PyeongChang                                                  |

| PyeongChang |

| \| Ruka Lillehammer Davos Dobbiaco Lenzerheide Oberstdorf Val di Fiemme Dresde Planica Seefeld in Tirol Lahti Drammen Oslo Falun \| Sites des compétitions en Europe |
| Ruka Lillehammer Davos Dobbiaco Lenzerheide Oberstdorf Val di Fiemme Dresde Planica Seefeld in Tirol Lahti Drammen Oslo Falun                                        |

| Ruka Lillehammer Davos Dobbiaco Lenzerheide Oberstdorf Val di Fiemme Dresde Planica Seefeld in Tirol Lahti Drammen Oslo Falun |

| \| PyeongChang \| Sites des compétitions aux Jeux olympiques |
| PyeongChang                                                  |

| PyeongChang |

## Attribution des points

### Individuel

#### Épreuve simple
| Place  | 1er | 2e | 3e | 4e | 5e | 6e | 7e | 8e | 9e | 10e | 11e | 12e | 13e | 14e | 15e | 16e | 17e | 18e | 19e | 20e | 21e | 22e | 23e | 24e | 25e | 26e | 27e | 28e | 29e | 30e |
| ------ | --- | -- | -- | -- | -- | -- | -- | -- | -- | --- | --- | --- | --- | --- | --- | --- | --- | --- | --- | --- | --- | --- | --- | --- | --- | --- | --- | --- | --- | --- |
| Points | 100 | 80 | 60 | 50 | 45 | 40 | 36 | 32 | 29 | 26  | 24  | 22  | 20  | 18  | 16  | 15  | 14  | 13  | 12  | 11  | 10  | 9   | 8   | 7   | 6   | 5   | 4   | 3   | 2   | 1   |

#### Étape duRuka Triple(3) et duTour de Ski(7)
| Place  | 1er | 2e | 3e | 4e | 5e | 6e | 7e | 8e | 9e | 10e | 11e | 12e | 13e | 14e | 15e | 16e | 17e | 18e | 19e | 20e | 21e | 22e | 23e | 24e | 25e | 26e | 27e | 28e | 29e | 30e |
| ------ | --- | -- | -- | -- | -- | -- | -- | -- | -- | --- | --- | --- | --- | --- | --- | --- | --- | --- | --- | --- | --- | --- | --- | --- | --- | --- | --- | --- | --- | --- |
| Points | 50  | 46 | 43 | 40 | 37 | 34 | 32 | 30 | 28 | 26  | 24  | 22  | 20  | 18  | 16  | 15  | 14  | 13  | 12  | 11  | 10  | 9   | 8   | 7   | 6   | 5   | 4   | 3   | 2   | 1   |

#### Classement final duRuka Triple(3 étapes)
| Place  | 1er | 2e  | 3e  | 4e  | 5e | 6e | 7e | 8e | 9e | 10e | 11e | 12e | 13e | 14e | 15e | 16e | 17e | 18e | 19e | 20e | 21e | 22e | 23e | 24e | 25e | 26e | 27e | 28e | 29e | 30e |
| ------ | --- | --- | --- | --- | -- | -- | -- | -- | -- | --- | --- | --- | --- | --- | --- | --- | --- | --- | --- | --- | --- | --- | --- | --- | --- | --- | --- | --- | --- | --- |
| Points | 200 | 160 | 120 | 100 | 90 | 80 | 72 | 64 | 58 | 52  | 48  | 44  | 40  | 36  | 32  | 30  | 28  | 26  | 24  | 22  | 20  | 18  | 16  | 14  | 12  | 10  | 8   | 6   | 4   | 2   |

#### Classement final duTour de Ski(7 étapes)
| Place  | 1er | 2e  | 3e  | 4e  | 5e  | 6e  | 7e  | 8e  | 9e  | 10e | 11e | 12e | 13e | 14e | 15e | 16e | 17e | 18e | 19e | 20e | 21e | 22e | 23e | 24e | 25e | 26e | 27e | 28e | 29e | 30e |
| ------ | --- | --- | --- | --- | --- | --- | --- | --- | --- | --- | --- | --- | --- | --- | --- | --- | --- | --- | --- | --- | --- | --- | --- | --- | --- | --- | --- | --- | --- | --- |
| Points | 400 | 320 | 240 | 200 | 180 | 160 | 144 | 128 | 116 | 104 | 96  | 88  | 80  | 72  | 64  | 60  | 56  | 52  | 48  | 44  | 40  | 36  | 32  | 28  | 24  | 20  | 16  | 12  | 8   | 4   |

#### Points Bonus
Des points bonus sont attribués pour le Trophée Audi-Quattro, pour rendre les épreuves attractives, au cours de plusieurs épreuves de la coupe du monde :

### Par équipe

#### Relais
| Place  | 1er | 2e  | 3e  | 4e  | 5e | 6e | 7e | 8e | 9e | 10e | 11e | 12e | 13e | 14e | 15e | 16e | 17e | 18e | 19e | 20e | 21e | 22e | 23e | 24e | 25e | 26e | 27e | 28e | 29e | 30e |
| ------ | --- | --- | --- | --- | -- | -- | -- | -- | -- | --- | --- | --- | --- | --- | --- | --- | --- | --- | --- | --- | --- | --- | --- | --- | --- | --- | --- | --- | --- | --- |
| Points | 200 | 160 | 120 | 100 | 90 | 80 | 72 | 64 | 58 | 52  | 48  | 44  | 40  | 36  | 32  | 30  | 28  | 26  | 24  | 22  | 20  | 18  | 16  | 14  | 12  | 10  | 8   | 6   | 4   | 2   |

#### Sprint
| Place  | 1er | 2e | 3e | 4e | 5e | 6e | 7e | 8e | 9e | 10e | 11e | 12e | 13e | 14e | 15e | 16e | 17e | 18e | 19e | 20e | 21e | 22e | 23e | 24e | 25e | 26e | 27e | 28e | 29e | 30e |
| ------ | --- | -- | -- | -- | -- | -- | -- | -- | -- | --- | --- | --- | --- | --- | --- | --- | --- | --- | --- | --- | --- | --- | --- | --- | --- | --- | --- | --- | --- | --- |
| Points | 100 | 80 | 60 | 50 | 45 | 40 | 36 | 32 | 29 | 26  | 24  | 22  | 20  | 18  | 16  | 15  | 14  | 13  | 12  | 11  | 10  | 9   | 8   | 7   | 6   | 5   | 4   | 3   | 2   | 1   |

## Classements

### Classements généraux
| Rang | Nom                    | Points |
| ---- | ---------------------- | ------ |
| 1    | Johannes Høsflot Klæbo | 1409   |
| 2    | Dario Cologna          | 1290   |
| 3    | Martin Johnsrud Sundby | 1261   |
| 4    | Alex Harvey            | 1179   |
| 5    | Alexander Bolshunov    | 1152   |
| 6    | Hans Christer Holund   | 917    |
| 7    | Alexey Poltoranin      | 796    |
| 8    | Maurice Manificat      | 763    |
| 9    | Emil Iversen           | 635    |
| 10   | Federico Pellegrino    | 613    |

| Rang | Nom                      | Points |
| ---- | ------------------------ | ------ |
| 1    | Heidi Weng               | 1476   |
| 2    | Jessica Diggins          | 1436   |
| 3    | Ingvild Flugstad Østberg | 1414   |
| 4    | Krista Pärmäkoski        | 1220   |
| 5    | Marit Bjørgen            | 1078   |
| 6    | Sadie Bjornsen           | 956    |
| 7    | Charlotte Kalla          | 934    |
| 8    | Teresa Stadlober         | 888    |
| 9    | Ragnhild Haga            | 808    |
| 10   | Kerttu Niskanen          | 757    |

### Classements de Distance
| Rang | Nom                    | Points |
| ---- | ---------------------- | ------ |
| 1    | Dario Cologna          | 698    |
| 2    | Martin Johnsrud Sundby | 657    |
| 3    | Hans Christer Holund   | 599    |
| 4    | Alex Harvey            | 594    |
| 5    | Maurice Manificat      | 532    |

| Rang | Nom                      | Points |
| ---- | ------------------------ | ------ |
| 1    | Heidi Weng               | 818    |
| 2    | Ingvild Flugstad Østberg | 755    |
| 3    | Jessica Diggins          | 723    |
| 4    | Krista Pärmäkoski        | 656    |
| 5    | Marit Bjørgen            | 636    |

### Classements de Sprint
| Rang | Nom                    | Points |
| ---- | ---------------------- | ------ |
| 1    | Johannes Høsflot Klæbo | 740    |
| 2    | Federico Pellegrino    | 497    |
| 3    | Lucas Chanavat         | 323    |
| 4    | Emil Iversen           | 310    |
| 5    | Ristomatti Hakola      | 293    |

| Rang | Nom                    | Points |
| ---- | ---------------------- | ------ |
| 1    | Maiken Caspersen Falla | 573    |
| 2    | Stina Nilsson          | 495    |
| 3    | Sophie Caldwell        | 396    |
| 4    | Hanna Falk             | 331    |
| 5    | Laurien Van Der Graaff | 295    |

### Classements du Trophée Audi Quattro
| Rang | Nation                 | Points |
| ---- | ---------------------- | ------ |
| 1    | Dario Cologna          | 184    |
| 2    | Alexander Bolshunov    | 137    |
| 3    | Martin Johnsrud Sundby | 122    |
| 4    | Johannes Høsflot Klæbo | 121    |
| 5    | Sergueï Oustiougov     | 116    |

| Rang | Nom                      | Points |
| ---- | ------------------------ | ------ |
| 1    | Jessica Diggins          | 181    |
| 2    | Krista Pärmäkoski        | 154    |
| 3    | Heidi Weng               | 145    |
| 4    | Ingvild Flugstad Østberg | 133    |
| 5    | Sophie Caldwell          | 90     |

### Coupe des Nations
| Rang | Nation     | Points |
| ---- | ---------- | ------ |
| 1    | Norvège    | 10821  |
| 2    | Suède      | 5383   |
| 3    | Russie     | 5328   |
| 4    | Finlande   | 3772   |
| 5    | États-Unis | 3702   |

| Rang | Nation  | Points |
| ---- | ------- | ------ |
| 1    | Norvège | 5306   |
| 2    | Russie  | 3639   |
| 3    | France  | 2055   |
| 4    | Suisse  | 1853   |
| 5    | Suède   | 1812   |

| Rang | Nation     | Points |
| ---- | ---------- | ------ |
| 1    | Norvège    | 5515   |
| 2    | Suède      | 3571   |
| 3    | États-Unis | 3270   |
| 4    | Finlande   | 2480   |
| 5    | Russie     | 1689   |

### Globes de cristal et titres olympiques à l'issue de la saison
| Disciplines        | Disciplines        | Globes de cristal      | Champions olympiques   |
| ------------------ | ------------------ | ---------------------- | ---------------------- |
| Général            | Général            | Johannes Høsflot Klæbo |                        |
| Sprint             | Sprint             | Johannes Høsflot Klæbo | Johannes Høsflot Klæbo |
| Sprint par équipes | Sprint par équipes |                        | Norvège                |
| Relais             | Relais             | Norvège                |                        |
| D i s t            | Individuelle       | Dario Cologna          | Dario Cologna          |
| D i s t            | Skiathlon          | Dario Cologna          | Simen Hegstad Krüger   |
| D i s t            | Départ en ligne    | Dario Cologna          | Iivo Niskanen          |

| Disciplines        | Disciplines        | Globes de cristal      | Championnes olympiques |
| ------------------ | ------------------ | ---------------------- | ---------------------- |
| Général            | Général            | Heidi Weng             |                        |
| Sprint             | Sprint             | Maiken Caspersen Falla | Stina Nilsson          |
| Sprint par équipes | Sprint par équipes |                        | États-Unis             |
| Relais             | Relais             | Norvège                |                        |
| D i s t            | Individuelle       | Heidi Weng             | Ragnhild Haga          |
| D i s t            | Skiathlon          | Heidi Weng             | Charlotte Kalla        |
| D i s t            | Départ en ligne    | Heidi Weng             | Marit Bjørgen          |

## Calendrier et podiums

### Hommes

#### Épreuves individuelles
| N°                                                                | Lieu                           | Épreuve                         | Date                           | Vainqueur                                     | Deuxième                                      | Troisième                                     | Leader du Général      |
| ----------------------------------------------------------------- | ------------------------------ | ------------------------------- | ------------------------------ | --------------------------------------------- | --------------------------------------------- | --------------------------------------------- | ---------------------- |
| Ruka Triple (24 au 26 novembre 2017)                              |                                |                                 |                                |                                               |                                               |                                               |                        |
| 1                                                                 | Ruka                           | Sprint style classique          | 24 novembre 2017               | Johannes Høsflot Klæbo                        | Pål Golberg                                   | Calle Halfvarsson                             | Johannes Høsflot Klæbo |
| 2                                                                 | Ruka                           | 15 km classique                 | 25 novembre 2017               | Johannes Høsflot Klæbo                        | Didrik Tønseth                                | Iivo Niskanen                                 | Johannes Høsflot Klæbo |
| 3                                                                 | Ruka                           | 15 km libre poursuite           | 26 novembre 2017               | Maurice Manificat                             | Matti Heikkinen                               | Hans Christer Holund                          | Johannes Høsflot Klæbo |
| 4                                                                 | Ruka Triple - Classement final | Ruka Triple - Classement final  | Ruka Triple - Classement final | Johannes Høsflot Klæbo                        | Martin Johnsrud Sundby                        | Alexander Bolshunov                           | Johannes Høsflot Klæbo |
| Fin du Ruka Triple                                                |                                |                                 |                                |                                               |                                               |                                               |                        |
| 5                                                                 | Lillehammer                    | Sprint style classique          | 2 décembre 2017                | Johannes Høsflot Klæbo                        | Sergueï Oustiougov                            | Alexander Bolshunov                           | Johannes Høsflot Klæbo |
| 6                                                                 | Lillehammer                    | 30 km Skiathlon                 | 3 décembre 2017                | Johannes Høsflot Klæbo                        | Martin Johnsrud Sundby                        | Hans Christer Holund                          | Johannes Høsflot Klæbo |
| 7                                                                 | Davos                          | Sprint style libre              | 9 décembre 2017                | Johannes Høsflot Klæbo                        | Federico Pellegrino                           | Alexander Bolshunov                           | Johannes Høsflot Klæbo |
| 8                                                                 | Davos                          | 15 km libre                     | 10 décembre 2017               | Maurice Manificat                             | Sergueï Oustiougov                            | Alexander Bolshunov                           | Johannes Høsflot Klæbo |
| 9                                                                 | Dobbiaco                       | 15 km libre                     | 16 décembre 2017               | Simen Hegstad Krüger                          | Maurice Manificat                             | Andrew Musgrave                               | Johannes Høsflot Klæbo |
| 10                                                                | Dobbiaco                       | 15 km classique poursuite       | 17 décembre 2017               | Johannes Høsflot Klæbo                        | Sergueï Oustiougov                            | Alexey Poltoranin                             | Johannes Høsflot Klæbo |
| Tour de ski (30 décembre 2017 au 7 janvier 2018)                  |                                |                                 |                                |                                               |                                               |                                               |                        |
| 11                                                                | Lenzerheide                    | Sprint style libre              | 30 décembre 2017               | Sergueï Oustiougov                            | Federico Pellegrino                           | Lucas Chanavat                                | Johannes Høsflot Klæbo |
| 12                                                                | Lenzerheide                    | 15 km classique                 | 31 décembre 2017               | Dario Cologna                                 | Alexey Poltoranin                             | Martin Johnsrud Sundby                        | Johannes Høsflot Klæbo |
| 13                                                                | Lenzerheide                    | 15 km classique poursuite       | 1er janvier 2018               | Dario Cologna                                 | Sergueï Oustiougov                            | Alexander Bolshunov                           | Johannes Høsflot Klæbo |
| —                                                                 | Oberstdorf                     | Sprint style classique          | 3 janvier 2018                 | annulé à cause des conditions météorologiques | annulé à cause des conditions météorologiques | annulé à cause des conditions météorologiques | Johannes Høsflot Klæbo |
| 14                                                                | Oberstdorf                     | 15 km libre départ en ligne     | 4 janvier 2018                 | Emil Iversen                                  | Sindre Bjørnestad Skar                        | Francesco De Fabiani                          | Johannes Høsflot Klæbo |
| 15                                                                | Val di Fiemme                  | 15 km classique départ en ligne | 6 janvier 2018                 | Alexey Poltoranin                             | Andrey Larkov                                 | Alex Harvey                                   | Johannes Høsflot Klæbo |
| 16                                                                | Val di Fiemme                  | 9 km libre avec handicap        | 7 janvier 2018                 | Martin Johnsrud Sundby                        | Maurice Manificat                             | Denis Spitsov                                 | Johannes Høsflot Klæbo |
| 17                                                                | Tour de ski - Classement final | Tour de ski - Classement final  | Tour de ski - Classement final | Dario Cologna                                 | Martin Johnsrud Sundby                        | Alex Harvey                                   | Martin Johnsrud Sundby |
| Fin du Tour de ski                                                |                                |                                 |                                |                                               |                                               |                                               |                        |
| 18                                                                | Dresde                         | Sprint style libre              | 13 janvier 2018                | Federico Pellegrino                           | Johannes Høsflot Klæbo                        | Lucas Chanavat                                | Martin Johnsrud Sundby |
| 19                                                                | Planica                        | Sprint style classique          | 20 janvier 2018                | Johannes Høsflot Klæbo                        | Emil Iversen                                  | Teodor Peterson                               | Johannes Høsflot Klæbo |
| 20                                                                | Planica                        | 15 km classique                 | 21 janvier 2018                | Alexey Poltoranin                             | Johannes Høsflot Klæbo                        | Calle Halfvarsson                             | Johannes Høsflot Klæbo |
| 21                                                                | Seefeld in Tirol               | Sprint style libre              | 27 janvier 2018                | Johannes Høsflot Klæbo                        | Lucas Chanavat                                | Calle Halfvarsson                             | Johannes Høsflot Klæbo |
| 22                                                                | Seefeld in Tirol               | 15 km libre départ en ligne     | 28 janvier 2018                | Dario Cologna                                 | Alex Harvey                                   | Martin Johnsrud Sundby                        | Johannes Høsflot Klæbo |
| Jeux olympiques d'hiver 2018 à Pyeongchang (9 au 25 février 2018) |                                |                                 |                                |                                               |                                               |                                               |                        |
| 23                                                                | Lahti                          | Sprint style libre              | 3 mars 2018                    | Federico Pellegrino                           | Gleb Retivykh                                 | Johannes Høsflot Klæbo                        | Johannes Høsflot Klæbo |
| 24                                                                | Lahti                          | 15 km classique                 | 4 mars 2018                    | Alexey Poltoranin                             | Alexander Bolshunov                           | Iivo Niskanen                                 | Johannes Høsflot Klæbo |
| 25                                                                | Drammen                        | Sprint style classique          | 7 mars 2018                    | Johannes Høsflot Klæbo                        | Eirik Brandsdal                               | Alexander Bolshunov                           | Johannes Høsflot Klæbo |
| 26                                                                | Oslo                           | 50 km classique départ en ligne | 10 mars 2018                   | Dario Cologna                                 | Martin Johnsrud Sundby                        | Maksim Vylegzhanin                            | Johannes Høsflot Klæbo |
| Finales (16 au 18 mars 2018)                                      |                                |                                 |                                |                                               |                                               |                                               |                        |
| 27                                                                | Falun                          | Sprint style libre              | 16 mars 2018                   | Johannes Høsflot Klæbo                        | Federico Pellegrino                           | Lucas Chanavat                                | Johannes Høsflot Klæbo |
| 28                                                                | Falun                          | 15 km classique départ en ligne | 17 mars 2018                   | Alexander Bolshunov                           | Calle Halfvarsson                             | Francesco De Fabiani                          | Johannes Høsflot Klæbo |
| 29                                                                | Falun                          | 15 km libre poursuite           | 18 mars 2018                   | Alex Harvey                                   | Hans Christer Holund                          | Maxim Vylegzhanin                             | Johannes Høsflot Klæbo |
| 30                                                                | Finales - Classement final     | Finales - Classement final      | Finales - Classement final     | Alexander Bolshunov                           | Alex Harvey                                   | Dario Cologna                                 | Johannes Høsflot Klæbo |
| Finales                                                           |                                |                                 |                                |                                               |                                               |                                               |                        |

#### Épreuves par équipes
| Étape                                                             | Lieu   | Épreuve                        | Date            | Vainqueur                                        | Deuxième                                 | Troisième                                 |
| ----------------------------------------------------------------- | ------ | ------------------------------ | --------------- | ------------------------------------------------ | ---------------------------------------- | ----------------------------------------- |
| 1                                                                 | Dresde | Sprint par équipes style libre | 14 janvier 2018 | Italie I - Dietmar Nöckler - Federico Pellegrino | Suède I - Emil Jönsson - Teodor Peterson | Russie I - Andrey Krasnov - Gleb Retivykh |
| Jeux olympiques d'hiver 2018 à Pyeongchang (9 au 25 février 2018) |        |                                |                 |                                                  |                                          |                                           |

### Femmes

#### Épreuves individuelles
| Étape                                                             | Lieu                           | Épreuve                         | Date                           | Vainqueur                                     | Deuxième                                      | Troisième                                     | Leader du Général        |
| ----------------------------------------------------------------- | ------------------------------ | ------------------------------- | ------------------------------ | --------------------------------------------- | --------------------------------------------- | --------------------------------------------- | ------------------------ |
| Ruka Triple (24 au 26 novembre 2017)                              |                                |                                 |                                |                                               |                                               |                                               |                          |
| 1                                                                 | Ruka                           | Sprint style classique          | 24 novembre 2017               | Stina Nilsson                                 | Sadie Bjornsen                                | Yulia Belorukova                              | Stina Nilsson            |
| 2                                                                 | Ruka                           | 10 km classique                 | 25 novembre 2017               | Marit Bjørgen                                 | Charlotte Kalla                               | Ingvild Flugstad Østberg                      | Stina Nilsson            |
| 3                                                                 | Ruka                           | 10 km libre poursuite           | 26 novembre 2017               | Ragnhild Haga                                 | Heidi Weng                                    | Charlotte Kalla                               | Charlotte Kalla          |
| 4                                                                 | Ruka Triple - Classement final | Ruka Triple - Classement final  | Ruka Triple - Classement final | Charlotte Kalla                               | Marit Bjørgen                                 | Ragnhild Haga                                 | Charlotte Kalla          |
| Fin du Ruka Triple                                                |                                |                                 |                                |                                               |                                               |                                               |                          |
| 5                                                                 | Lillehammer                    | Sprint style classique          | 2 décembre 2017                | Maiken Caspersen Falla                        | Krista Pärmäkoski                             | Sadie Bjornsen                                | Charlotte Kalla          |
| 6                                                                 | Lillehammer                    | 15 km Skiathlon                 | 3 décembre 2017                | Charlotte Kalla                               | Heidi Weng                                    | Ragnhild Haga                                 | Charlotte Kalla          |
| 7                                                                 | Davos                          | Sprint style libre              | 9 décembre 2017                | Stina Nilsson                                 | Maiken Caspersen Falla                        | Kikkan Randall                                | Charlotte Kalla          |
| 8                                                                 | Davos                          | 10 km libre                     | 10 décembre 2017               | Ingvild Flugstad Østberg                      | Ragnhild Haga                                 | Krista Pärmäkoski                             | Charlotte Kalla          |
| 9                                                                 | Dobbiaco                       | 10 km libre                     | 16 décembre 2017               | Charlotte Kalla                               | Ragnhild Haga                                 | Heidi Weng                                    | Charlotte Kalla          |
| 10                                                                | Dobbiaco                       | 10 km classique poursuite       | 17 décembre 2017               | Marit Bjørgen                                 | Ingvild Flugstad Østberg                      | Heidi Weng                                    | Charlotte Kalla          |
| Tour de ski (30 décembre 2017 au 7 janvier 2018)                  |                                |                                 |                                |                                               |                                               |                                               |                          |
| 11                                                                | Lenzerheide                    | Sprint style libre              | 30 décembre 2017               | Laurien Van Der Graaff                        | Sophie Caldwell                               | Maiken Caspersen Falla                        | Charlotte Kalla          |
| 12                                                                | Lenzerheide                    | 10 km classique                 | 31 décembre 2017               | Ingvild Flugstad Østberg                      | Heidi Weng                                    | Sadie Bjornsen                                | Charlotte Kalla          |
| 13                                                                | Lenzerheide                    | 10 km classique poursuite       | 1er janvier 2018               | Ingvild Flugstad Østberg                      | Heidi Weng                                    | Jessica Diggins                               | Ingvild Flugstad Østberg |
| —                                                                 | Oberstdorf                     | Sprint style classique          | 3 janvier 2018                 | annulé à cause des conditions météorologiques | annulé à cause des conditions météorologiques | annulé à cause des conditions météorologiques | Ingvild Flugstad Østberg |
| 14                                                                | Oberstdorf                     | 10 km libre départ en ligne     | 4 janvier 2018                 | Ingvild Flugstad Østberg                      | Maiken Caspersen Falla                        | Krista Pärmäkoski                             | Ingvild Flugstad Østberg |
| 15                                                                | Val di Fiemme                  | 10 km classique départ en ligne | 6 janvier 2018                 | Heidi Weng                                    | Krista Pärmäkoski                             | Teresa Stadlober                              | Ingvild Flugstad Østberg |
| 16                                                                | Val di Fiemme                  | 9 km libre avec handicap        | 7 janvier 2018                 | Heidi Weng                                    | Teresa Stadlober                              | Jessica Diggins                               | Ingvild Flugstad Østberg |
| 17                                                                | Tour de ski - Classement final | Tour de ski - Classement final  | Tour de ski - Classement final | Heidi Weng                                    | Ingvild Flugstad Østberg                      | Jessica Diggins                               | Heidi Weng               |
| Fin du Tour de ski                                                |                                |                                 |                                |                                               |                                               |                                               |                          |
| 18                                                                | Dresde                         | Sprint style libre              | 13 janvier 2018                | Hanna Falk                                    | Maja Dahlqvist                                | Sophie Caldwell                               | Heidi Weng               |
| 19                                                                | Planica                        | Sprint style classique          | 20 janvier 2018                | Stina Nilsson                                 | Kathrine Rolsted Harsem                       | Maiken Caspersen Falla                        | Heidi Weng               |
| 20                                                                | Planica                        | 10 km classique                 | 21 janvier 2018                | Krista Pärmäkoski                             | Charlotte Kalla                               | Heidi Weng                                    | Heidi Weng               |
| 21                                                                | Seefeld in Tirol               | Sprint style libre              | 27 janvier 2018                | Sophie Caldwell Laurien Van Der Graaff        |                                               | Maiken Caspersen Falla                        | Heidi Weng               |
| 22                                                                | Seefeld in Tirol               | 10 km libre départ en ligne     | 28 janvier 2018                | Jessica Diggins                               | Heidi Weng                                    | Ragnhild Haga                                 | Heidi Weng               |
| Jeux olympiques d'hiver 2018 à Pyeongchang (9 au 25 février 2018) |                                |                                 |                                |                                               |                                               |                                               |                          |
| 23                                                                | Lahti                          | Sprint style libre              | 3 mars 2018                    | Maiken Caspersen Falla                        | Stina Nilsson                                 | Hanna Falk                                    | Heidi Weng               |
| 24                                                                | Lahti                          | 10 km classique                 | 4 mars 2018                    | Krista Pärmäkoski                             | Natalia Nepryaeva                             | Marit Bjørgen                                 | Heidi Weng               |
| 25                                                                | Drammen                        | Sprint style classique          | 7 mars 2018                    | Maiken Caspersen Falla                        | Stina Nilsson                                 | Jessica Diggins                               | Heidi Weng               |
| 26                                                                | Oslo                           | 30 km classique départ en ligne | 11 mars 2018                   | Marit Bjørgen                                 | Jessica Diggins                               | Ragnhild Haga                                 | Heidi Weng               |
| Finales (16 au 18 mars 2018)                                      |                                |                                 |                                |                                               |                                               |                                               |                          |
| 27                                                                | Falun                          | Sprint style libre              | 16 mars 2018                   | Hanna Falk                                    | Jonna Sundling                                | Marit Bjørgen                                 | Heidi Weng               |
| 28                                                                | Falun                          | 10 km classique départ en ligne | 17 mars 2018                   | Krista Pärmäkoski                             | Marit Bjørgen                                 | Ingvild Flugstad Østberg                      | Heidi Weng               |
| 29                                                                | Falun                          | 10 km libre poursuite           | 18 mars 2018                   | Jessica Diggins                               | Ragnhild Haga                                 | Marit Bjørgen                                 | Heidi Weng               |
| 30                                                                | Finales - Classement final     | Finales - Classement final      | Finales - Classement final     | Marit Bjørgen                                 | Jessica Diggins                               | Sadie Bjornsen                                | Heidi Weng               |
| Finales                                                           |                                |                                 |                                |                                               |                                               |                                               |                          |

#### Épreuves par équipes
| Étape                                                             | Lieu   | Épreuve                        | Date            | Vainqueur                                      | Deuxième                             | Troisième                                    |
| ----------------------------------------------------------------- | ------ | ------------------------------ | --------------- | ---------------------------------------------- | ------------------------------------ | -------------------------------------------- |
| 1                                                                 | Dresde | Sprint par équipes style libre | 14 janvier 2018 | Suède II - Ida Ingemarsdotter - Maja Dahlqvist | Suède I - Hanna Falk - Stina Nilsson | États-Unis I - Ida Sargent - Sophie Caldwell |
| Jeux olympiques d'hiver 2018 à Pyeongchang (9 au 25 février 2018) |        |                                |                 |                                                |                                      |                                              |